# Garfield County, Washington
Garfield County är ett administrativt område i delstaten Washington, USA, med 2 266 invånare. Den administrativa huvudorten (county seat) är Pomeroy.

## Geografi
Enligt United States Census Bureau har countyt en total area på 1 860 km². 1 840 km² av den arean är land och 20 km² är vatten.

### Angränsande countyn
- Whitman County, Washington - nord
- Asotin County, Washington - öst
- Wallowa County, Oregon - syd
- Columbia County, Washington - väst